# Nekrolog 1664
Nekrolog
◄◄
| ◄
| 1660
| 1661
| 1662
| 1663
| 1664 | 1665 | 1666 | 1667 | 1668 | ► | ►►
Weitere Ereignisse | Allgemeiner Nekrolog 1664
Die Beschreibung der verstorbenen Person sollte so kurz wie möglich gehalten sein und nur deren signifikante Tätigkeit(en) enthalten.
Neue Namen ggf. auch unter dem Geburts- und Sterbedatum, also etwa unter 1. Januar und im Geburts- und Sterbejahr (2024) eintragen (nur bei entsprechender großer Wichtigkeit). Für Beispiele siehe die schon vorhandenen Artikel.
Außerdem über die fünf zuletzt Verstorbenen, zu denen es einen ausreichend guten Artikel für eine Präsentation auf der Hauptseite gibt, nach der todesbedingten Überarbeitung der Artikel ggf. auch unter Wikipedia Diskussion:Hauptseite informieren und sie am besten auch in den anderen Wikipedia-Sprachversionen eintragen. Tipp: Regelmäßig bei news.google.de nach „ist tot“, „gestorben“ oder „verstorben“ suchen.
Wenn eine Person gestorben ist, gibt es viele Seiten zu dieser Person in der Wikipedia, die davon auch betroffen sind und entsprechend aktualisiert werden müssen. Beispiele: Namenübersichtsseite, Geburtsjahr, Geburtsort-Seiten und viele mehr.
Wie finde ich die betroffenen Seiten?
Im Suchfeld auf der linken Seite gibt man den Suchbegriff so ein: „Vorname Nachname“. Dann klickt man auf Volltext und alle Seiten mit entsprechendem Suchtext werden aufgerufen. Hier sieht man dann schnell, wo auch das Todesjahr Sinn macht oder sogar ein Teil des Artikels angepasst werden muss. Auch hilft das „Werkzeug“ auf der linken Seite sehr gut, um solche Seiten aufzufinden: „Links auf diese Seite“. Somit ist die Wikipedia wieder aktuell in allen Bereichen! Hinweis: bei Eintragung der Kategorie „Gestorben JAHR“ wird der Missbrauchsfilter 49 ausgelöst, was jedoch nicht schlimm ist. Siehe: Spezial:Missbrauchsfilter/49
Dies ist eine Liste von im Jahr 1664 verstorbenen bekannten Persönlichkeiten. Die Einträge erfolgen innerhalb der einzelnen Daten alphabetisch sortiert. Tiere sind im Nekrolog für Tiere zu finden.

## Januar
| Tag        | Name                       | Beruf, bekannt als | Alter | Beleg |
| ---------- | -------------------------- | --- | ----- | ----- |
| 1. Januar  | Charles Racquet            | französischer Organist und Komponist                                                                                            |       |       |
| 2. Januar  | Dietrich von Ahlefeldt     | Herr auf Osterrade, Kluvensiek, Propst zu Uetersen und Träger des Dannebrogorden und Elefantenorden                             | 45    |       |
| 8. Januar  | Moyse Amyraut              | französischer reformierter Theologe                                                                                             | 67    |       |
| 25. Januar | Reinhold Franckenberger    | deutscher Historiker | 78    |       |
| 27. Januar | Karl Joseph von Österreich | Erzherzog von Österreich, Bischof von Olmütz, Bischof von Passau, Fürstbischof von Breslau und Hochmeister des Deutschen Ordens | 14    |       |

## Februar
| Tag         | Name                        | Beruf, bekannt als                                           | Alter | Beleg |
| ----------- | --------------------------- | ------------------------------------------------------------ | ----- | ----- |
| 2. Februar  | Leonhard Ursinus            | deutscher Mediziner und Botaniker                            | 46    |       |
| 3. Februar  | Johann Markus von Altringen | römisch-katholischer Geistlicher und Bischof von Seckau      | 71    |       |
| 5. Februar  | Christen Aagaard            | dänischer Dichter                                            | 48    |       |
| 11. Februar | Balthasar Venator           | Späthumanist, neulateinischer Dichter und Satiriker          |       |       |
| 12. Februar | Sebastian Meier             | deutscher Mediziner und Pädagoge                             | 69    |       |
| 17. Februar | Iwan Bohun                  | ukrainischer Freiheitskämpfer                                |       |       |
| 17. Februar | Joachim Völschow            | deutscher Jurist                                             | 73    |       |
| 19. Februar | Philipp Horst               | deutscher Rhetoriker und Moralphilosoph                      | 79    |       |
| 20. Februar | Bartholomäus Khöll          | österreichischer kaiserlicher Hofsteinmetzmeister des Barock |       |       |
| 20. Februar | Corfitz Ulfeldt             | dänischer Edelmann                                           | 57    |       |
| 21. Februar | Franz Chullot               | Abt des Klosters St. Blasien (1638 bis 1664)                 |       |       |
| 26. Februar | Anna Sylvia Caretto         | Ehefrau des Markgrafen Leopold Wilhelm von Baden             |       |       |
| 26. Februar | Emmanuel Stupanus           | Schweizer Mediziner                                          | 76    |       |

## März
| Tag      | Name                              | Beruf, bekannt als                                     | Alter | Beleg |
| -------- | --------------------------------- | ------------------------------------------------------ | ----- | ----- |
| 5. März  | Johannes Antonides van der Linden | niederländischer Mediziner, Botaniker und Bibliothekar | 55    |       |
| 7. März  | Bernhard von Mallinckrodt         | römisch-katholischer Geistlicher                       | 72    |       |
| 10. März | Kaspar Ebel                       | deutscher Pädagoge, Logiker und Metaphysiker           | 68    |       |
| 15. März | Jan Mydlář                        | tschechischer Henker                                   |       |       |
| 20. März | Andreas Kinderling                | deutscher Logiker und Physiker                         | 70    |       |
| 28. März | Peter Isernhagen                  | Kaufmann und Ratsherr der Hansestadt Lübeck            |       |       |
| 30. März | Har Krishan                       | Sikh-Guru                                              | 7     |       |

## April
| Tag       | Name                        | Beruf, bekannt als                      | Alter | Beleg |
| --------- | --------------------------- | --------------------------------------- | ----- | ----- |
| 7. April  | Johann Georg von Rechenberg | sächsischer Oberhofmarschall            | 53    |       |
| 19. April | Jiří Plachý                 | Jesuitenprofessor am Prager Clementinum |       |       |
| 24. April | Silvius I. Nimrod           | Herzog von Württemberg-Oels             | 41    |       |
| 25. April | Gottfried Möbius            | deutscher Mediziner                     | 52    |       |

## Mai
| Tag     | Name                                        | Beruf, bekannt als                                           | Alter | Beleg |
| ------- | ------------------------------------------- | ------------------------------------------------------------ | ----- | ----- |
| 4. Mai  | Marcus Banzer                               | deutscher Mediziner                                          | 71    |       |
| 4. Mai  | Cornelis de Graeff                          | Bürgermeister von Amsterdam                                  | 64    |       |
| 4. Mai  | Andrew Rutherford, 1. Earl of Teviot        | schottischer Heeresoffizier                                  |       |       |
| 7. Mai  | Jodocus Caesem                              | deutscher katholischer Priester, Abt des Klosters Marienfeld |       |       |
| 11. Mai | Salomon de Bray                             | niederländischer Maler und Architekt                         |       |       |
| 11. Mai | Raphael Custos                              | deutscher Kupferstecher, Radierer und Verleger               |       |       |
| 11. Mai | Georg Kromppein                             | Stadt- und Amtsschreiber zu Balingen                         |       |       |
| 16. Mai | Joseph de Bray                              | niederländischer Maler                                       |       |       |
| 17. Mai | Jakob Honold                                | deutscher Prediger und Professor in Ulm                      | 64    |       |
| 19. Mai | Johannes Corfinius                          | deutscher Theologe                                           |       |       |
| 19. Mai | Richard Onslow                              | englischer Politiker                                         |       |       |
| 22. Mai | Elisabeth Marie Charlotte von Pfalz-Simmern | Pfalzgräfin von Simmern und durch Heirat Herzogin von Brieg  | 25    |       |
| 24. Mai | Henri Cauchon de Lhéry                      | französischer Marineoffizier                                 |       |       |

## Juni
| Tag      | Name                                | Beruf, bekannt als                                                    | Alter | Beleg |
| -------- | ----------------------------------- | --------------------------------------------------------------------- | ----- | ----- |
| 1. Juni  | Michiel Sweerts                     | niederländischer Maler und Radierer                                   |       |       |
| 2. Juni  | Henri II. de Lorraine, duc de Guise | Erzbischof von Reims, Großkammerherr von Frankreich, Herzog von Guise | 50    |       |
| 6. Juni  | Peter Strozzi                       | kaiserlicher Kämmerer und Feldmarschalllieutenant                     |       |       |
| 15. Juni | Abraham Ecchellensis                | maronitischer Theologe                                                | 59    |       |
| 15. Juni | Bonifazio Graziani                  | italienischer Organist und Komponist des Barock                       |       |       |
| 26. Juli | Maria Catharina Buri                | Oberin der Kapuzinerinnen                                             | 64    |       |
| 26. Juni | Angélique Faure                     | französischer Adlige und Philanthropin                                |       |       |
| 28. Juni | Christian von Osterhausen           | Adliger                                                               |       |       |

## Juli
| Tag      | Name                                            | Beruf, bekannt als                                      | Alter | Beleg |
| -------- | ----------------------------------------------- | ------------------------------------------------------- | ----- | ----- |
| 3. Juli  | Erasmus Seiffart                                | Jurist, Politiker                                       | 70    |       |
| 4. Juli  | Georg III.                                      | Herzog von Brieg und Liegnitz                           | 52    |       |
| 6. Juli  | Jakob Weller                                    | deutscher evangelischer Theologe und Oberhofprediger    | 61    |       |
| 7. Juli  | Hans Ernst                                      | Graf von Wied-Runkel, deutscher Militär und Hofbeamter  | 41    |       |
| 11. Juli | Philips Angel                                   | niederländischer Maler, Stecher und Kunstschriftsteller |       |       |
| 12. Juli | Francis Seymour, 1. Baron Seymour of Trowbridge | englischer Politiker                                    |       |       |
| 15. Juli | Heinrich Wolrad                                 | Graf von Waldeck-Eisenberg                              | 22    |       |
| 16. Juli | Stefano della Bella                             | italienischer Zeichner und Kupferstecher                | 54    |       |
| 16. Juli | Jeremias Falck                                  | deutscher Kupferstecher und Graveur                     |       |       |
| 16. Juli | Andreas Gryphius                                | Dichter des Barock                                      | 47    |       |
| 19. Juli | Egbert van der Poel                             | holländischer Maler                                     |       |       |
| 31. Juli | Goswin Nickel                                   | Generaloberer der Societas Jesu (Jesuitenorden)         |       |       |

## August
| Tag        | Name                            | Beruf, bekannt als                                      | Alter | Beleg |
| ---------- | ------------------------------- | ------------------------------------------------------- | ----- | ----- |
| 1. August  | Gustav Adolf von Nassau-Idstein | Graf von Nassau-Idstein, Oberst und Regimentskommandeur | 32    |       |
| 1. August  | Johann Jacob Saar               | deutscher Seefahrer, Soldat und Buchautor               | 38    |       |
| 16. August | Johann Buxtorf der Jüngere      | Schweizer reformierter Theologe und Orientalist         | 65    |       |
| 22. August | Maria Cunitz                    | deutsche Astronomin                                     | 54    |       |
| 24. August | Antonio Pozzo                   | Architekt und Baumeister                                |       |       |
| 27. August | Cornelis Pietersz. Bega         | niederländischer Maler und Radierer                     |       |       |
| 27. August | Francisco de Zurbarán           | spanischer Maler                                        | 65    |       |
| 28. August | Moritz von Limburg-Styrum       | deutscher Adliger                                       | 30    |       |
| August     | Reinier Zeeman                  | niederländischer Marinemaler und Radierer               |       |       |

## September
| Tag           | Name                                  | Beruf, bekannt als                                                       | Alter | Beleg |
| ------------- | ------------------------------------- | ------------------------------------------------------------------------ | ----- | ----- |
| 8. September  | Sophie Agnes von Hessen-Darmstadt     | deutsche Adlige, Landgräfin von Hessen-Darmstadt und Pfalzgräfin         | 60    |       |
| 9. September  | Johannes Heinrichs                    | deutscher Jurist und Ratssekretär der Hansestadt Lübeck                  | 74    |       |
| 13. September | Johannes Brandmüller                  | Schweizer evangelischer Geistlicher                                      | 71    |       |
| 13. September | Johann Jacob von Königsegg-Rothenfels | Domherr in Köln                                                          | 74    |       |
| 14. September | Jacob Schickhart                      | Landschreiber von Drente                                                 | 80    |       |
| 15. September | Hieronymus Bilderbeke                 | Ratsherr der Hansestadt Lübeck                                           | 64    |       |
| 15. September | Johann Friedrich König                | deutscher lutherischer Theologe                                          | 44    |       |
| 17. September | Juan Bautista Morales                 | spanischer Missionar der Dominikaner in China                            |       |       |
| 19. September | Claus von Qualen                      | holsteinischer Amtmann, herzöglich-holsteinischer Gesandter und Diplomat | 61    |       |

## Oktober
| Tag         | Name                               | Beruf, bekannt als                                                                    | Alter | Beleg |
| ----------- | ---------------------------------- | ------------------------------------------------------------------------------------- | ----- | ----- |
| 4. Oktober  | Otto Heinrich Korff gen. Schmising | Dompropst in Münster                                                                  | 43    |       |
| 7. Oktober  | Thieleman Janszoon van Braght      | Täufer und Autor des Märtyrerspiegels                                                 | 41    |       |
| 23. Oktober | Maria van Pallaes                  | niederländische Stifterin                                                             |       |       |
| 31. Oktober | Wilhelm Friedrich                  | Graf bzw. Fürst von Nassau-Dietz und Statthalter von Friesland, Groningen und Drenthe | 51    |       |
| Oktober     | James Erskine, 7. Earl of Buchan   | schottischer Adeliger                                                                 |       |       |

## November
| Tag          | Name                          | Beruf, bekannt als                                           | Alter | Beleg |
| ------------ | ----------------------------- | ------------------------------------------------------------ | ----- | ----- |
| 7. November  | David Cunz                    | Schweizer Bürgermeister                                      | 71    |       |
| 9. November  | Mauritius Knauer              | deutscher Abt des Zisterzienserklosters Langheim             |       |       |
| 11. November | Heinrich Wangnereck           | katholischer Theologe, Jesuit, Autor und Universitätskanzler | 69    |       |
| 18. November | Nikolaus Zrinski              | kroatisch-ungarischer Feldherr und Dichter                   | 44    |       |
| 28. November | Valentin Heider               | deutscher Jurist und Lindauer Ratsherr                       | 59    |       |
| 29. November | Johann Wilhelm von Hunolstein | bayerischer und kaiserlicher Generalfeldzeugmeister          | 65    |       |
| November     | Wolf Ernst Brohn              | deutscher Bildhauer                                          |       |       |

## Dezember
| Tag          | Name                                | Beruf, bekannt als                                          | Alter | Beleg |
| ------------ | ----------------------------------- | ----------------------------------------------------------- | ----- | ----- |
| 15. Dezember | Dietrich Reinkingk                  | deutscher Rechtsgelehrter, Politiker und Lutheraner         | 74    |       |
| 20. Dezember | Andreas Virginius                   | deutschbaltischer Theologe, Hochschullehrer und Geistlicher | 68    |       |
| 24. Dezember | Achatius Mylius                     | deutscher lutherischer Theologe, Generalsuperintendent      | 56    |       |
| 26. Dezember | Eleonore Dorothea von Anhalt-Dessau | Herzogin von Sachsen-Weimar                                 | 62    |       |

## Datum unbekannt
| Tag | Name                                | Beruf, bekannt als                                                              | Alter | Beleg |
| --- | ----------------------------------- | ------------------------------------------------------------------------------- | ----- | ----- |
|     | William Beardsley                   | amerikanischer Pionier                                                          |       |       |
|     | Alonso de Cárdenas                  | Spanischer Adeliger und Diplomat                                                |       |       |
|     | Giovanni Benedetto Castiglione      | italienischer Maler und Kupferätzer                                             |       |       |
|     | Chen Wangting                       | chinesischer General, Begründer des Chen-Stils der inneren Kampfkunst Taijiquan |       |       |
|     | Johannes Choinan                    | sorbischer Sprachforscher und Theologe                                          |       |       |
|     | Louis Coulon                        | französischer Geograph und Historiker                                           |       |       |
|     | John Goodyer                        | englischer Botaniker                                                            |       |       |
|     | Christof David von Graben zum Stein | Herr von Stein                                                                  |       |       |
|     | Juan Gutiérrez de Padilla           | mexikanischer Komponist des Barock                                              |       |       |
|     | John Hutchinson                     | englischer Militär und Politiker                                                |       |       |
|     | Johannes Janssonius                 | niederländischer Kartograf und Verleger                                         |       |       |
|     | Justus Kipius                       | Jurist, Diplomat und Kanzler des Fürstentums Calenberg                          |       |       |
|     | Cornelis Lampsins                   | niederländischer Reeder, Großhändler, Politiker, Aristokrat und Landesherr      |       |       |
|     | Liu Rushi                           | chinesische Kurtisane, Dichterin und Politikerin                                |       |       |
|     | Abraham Maat                        | Goldschmied in Augsburg                                                         |       |       |
|     | Cornelio Malvasia                   | italienischer General, Politiker und Astronom                                   |       |       |
|     | Francisco de Melo e Castro          | portugiesischer Kolonialverwalter                                               |       |       |
|     | Jan Micker                          | niederländischer Maler                                                          |       |       |
|     | Veit Hans Schnorr                   | erzgebirgischer Hammerherr und Gründer des Blaufarbenwerks Niederpfannenstiel   |       |       |
|     | Johann Schröder                     | deutscher Mediziner                                                             |       |       |
|     | Nicolaes Vosmaer                    | niederländischer Maler                                                          |       |       |
|     | Iwan Wyhowskyj                      | ukrainischer Hetman                                                             |       |       |